# كيفن آيرلادند
كيفن آيرلادند (بالإنجليزية: Kevin Ireland)‏ هو شاعر نيوزيلندي، ولد في 18 يوليو 1933.

## وصلات خارجية
- كيفن آيرلادند على موقع ميوزك برينز (الإنجليزية)
- كيفن آيرلادند على موقع ديسكوغز (الإنجليزية)